# ارژنگ کامکار
ارژنگ کامکار (زاده ۲ مرداد ۱۳۳۵ در سنندج) نوازنده تمبک، نقاش و از اعضای گروه کامکارها است.
او از دوران کودکی به هنر نقاشی و نوازندگی تمبک علاقه‌مند بود. در زمان شکل‌گیری گروه کامکارها، ارژنگ کامکار به عنوان نوازندهٔ تمبک، ارکستر فرهنگ و هنر سنندج را همراهی می‌کرد. وی در سال ۱۳۵۵ عازم تهران شد و در کنار فراگیری دروسی در زمینه موسیقی، به تکمیل و یادگیری تکنیک‌های تمبک‌نوازی پرداخت سپس در دانشکدهٔ هنرهای زیبای دانشگاه تهران به تحصیل در رشتهٔ نقاشی پرداخت. ارژنگ در سال ۱۳۷۰ و ۱۳۷۶ نمایشگاه نقاشی برپا کرد.
او علاوه بر فعالیت‌های آموزشی همراه گروه‌های شیدا و عارف کنسرت‌های متعددی را اجرا نمود. اکنون او در آموزشگاه کامکارها به تدریس تمبک نوازی مشغول است.
در ۶ بهمن ۱۳۹۷ در جشن نوزدهمین سالگرد تأسیس خانه موسیقی ایران از «ارژنگ کامکار» با اهداء لوح و تندیس خانه موسیقی، تقدیر شد.